# Іванова Тетяна Павлівна
Тетяна Павлівна Іванова (нар. 21 жовтня 1962, Хмельницька область) — українська лікарка, організаторка охорони здоров'я, лікар вищої категорії з організації охорони здоров'я та по дитячій гематології, кандидатка медичних наук. Кавалерка ордена княгині Ольги III ступеня (2022).

## Життєпис
Тетяна Іванова народилася 21 жовтня 1962 року на Хмельниччині в сім'ї службовців.
Закінчила Київський медичний інститут (лікар-гематолог), аспірантуру Національної медичної академії післядипломної освіти ім. П.Л. Шупика.
Працювала дільничним лікарем, лікарем-гематологом в Українському діагностичному центрі матері та дитини, від 2004 — заступниця генерального директора Національної дитячої спеціалізованої лікарні «Охматдит». Ініціаторка створення функціонуючих центрів при медичному закладі, а саме: неонтологічного, метаболічного.
Одружена, має доньку Марію.

## Доробок
Вперше в Україні забезпечила розробку та впровадження разом з катедрою неонатології Національної медичної академії післядипломної освіти ім. П.Л. Шупика клінічних протоколів для надання спеціалізованої медичної допомоги недоношеним новонародженим.

## Нагороди
- орден княгині Ольги III ступеня (26 квітня 2022) — за вагомий особистий внесок у розвиток вітчизняної системи охорони здоров'я, надання кваліфікованої медичної допомоги, сумлінну працю та високий професіоналізм[1],
- заслужена лікарка України.